# Mario Moraes
Mario Ermirio de Moraes Filho (ur. 20 grudnia 1988 w São Paulo) – brazylijski kierowca wyścigowy.

## Początek kariery
W latach 2005–2006 występował w południowoamerykańskiej Formule 3, po czym przeniósł się do Europy, gdzie startował w brytyjskiej Formule 3 w zespole Carlin Motorsport.

## IRL IndyCar Series

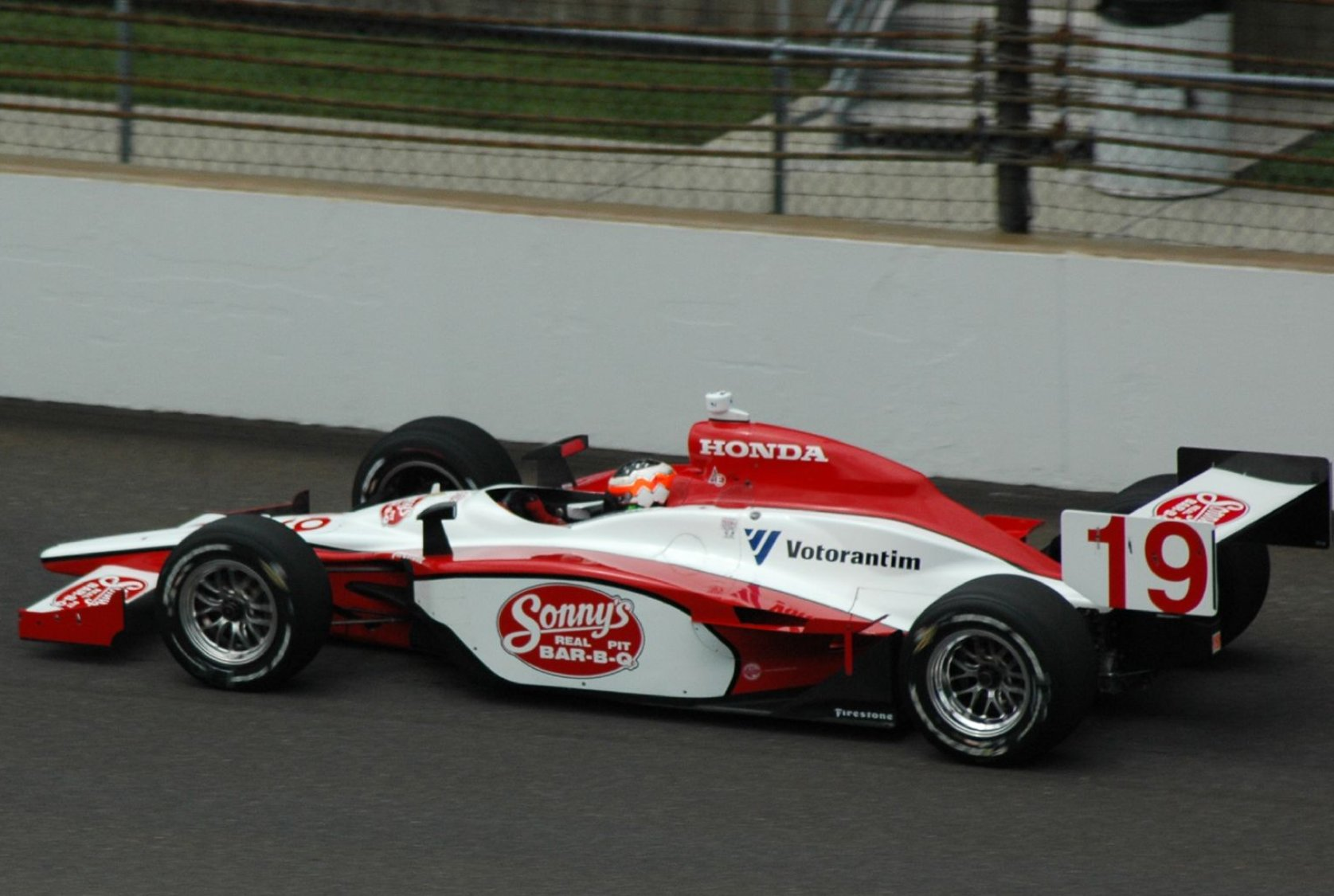
Podczas przygotowań do Indianapolis 500 w 2008 roku

W 2008 roku niespodziewanie znalazł się w IndyCar Series, co było znacznym awansem sportowym, mając na uwadze stosunkowo niewielkie doświadczenie w niższych kategoriach wyścigowych oraz brak poważniejszych sukcesów. Jego pracodawcą został Dale Coyne, znany z zatrudniania kierowców o dużym wsparciu finansowym (Moraes jest spokrewniony z jednym z potentatów przemysłu celulozowego w Brazylii).
W swoim pierwszym sezonie trzykrotnie zajmował miejsce w czołowej dziesiątce wyścigu. Jego najlepszym wynikiem była siódma pozycja na torze Watkins Glen International.
W sezonie 2009 przeniósł się do zespołu KV Racing Technology. Początek sezonu miał słaby, ale w drugiej części jego wyniki się poprawiły (m.in. trzecie miejsce na torze Chicagoland Speedway) i ostatecznie zajął 14. miejsce w klasyfikacji. W kolejnym sezonie początkowo zanosiło się, że nie znajdzie dla siebie miejsca w stawce kierowców, jednak ostatecznie wystartował ponownie w barwach powiększonego zespołu KV Racing.

## Starty w karierze
| Sezon | Seria                           | Zespół               | Starty | PP | Zwyc. | Punkty | Pozycja |
| ----- | ------------------------------- | -------------------- | ------ | -- | ----- | ------ | ------- |
| 2005  | Południowoamerykańska Formuła 3 | Bassan Motorsport    | 18     | 0  | 0     | 37     | 8.      |
| 2006  | Południowoamerykańska Formuła 3 | Bassan Motorsport    | 16     | 1  | 5     | 89     | 2.      |
| 2007  | Brytyjska Formuła 3             | Carlin Motorsport    | 22     | 0  | 0     | 43     | 14.     |
| 2008  | IRL IndyCar Series              | Dale Coyne Racing    | 18     | 0  | 0     | 244    | 21.     |
| 2009  | IRL IndyCar Series              | KV Racing Technology | 16     | 0  | 0     | 304    | 14.     |
| 2010  | IRL IndyCar Series              | KV Racing Technology | 17     | 0  | 0     | 287    | 15.     |

## Starty w Indianapolis 500
| Rok  | Nadwozie | Silnik | Start | Wynik | Uwagi                  |
| ---- | -------- | ------ | ----- | ----- | ---------------------- |
| 2008 | Dallara  | Honda  | 28    | 18    |                        |
| 2009 | Dallara  | Honda  | 7     | 33    | Wypadek                |
| 2010 | Dallara  | Honda  | 13    | 31    | Uszkodzenie po wypadku |